# 5571 Lesliegreen
Az 5571 Lesliegreen (ideiglenes jelöléssel 1978 LG) a Naprendszer kisbolygóövében található aszteroida. Karl Kamper fedezte fel 1978. június 1-jén.